# 강릉 박씨
강릉 박씨(江陵朴氏)는 강원특별자치도 강릉시를 본관으로 하는 한국의 성씨이다.

## 역사
강릉 박씨(江陵 朴氏)의 시조 박제상(朴堤上)은 신라 제5대 군주 파사이사금의 5세손으로 대아찬(大阿湌)을 지냈다.
강릉 박씨(江陵 朴氏)의 기세조 박순(朴純)은 신라 군주 파사이사금의 35세손으로 1174년(고려 명종 4) 문과(文科)에 급제하고 보문각시어(寶文閣侍御), 이부시랑(吏部侍郞)을 거쳐 좌승선(左承宣) · 한림학사(翰林學士) · 중추원사(中樞院事) · 남경유수(南京留守)를 지낸 뒤 병부상서(兵部尙書)와 공부상서(工部尙書)에 이르렀다. 또 상장군(上將軍)을 겸하면서 상장군(上將軍) 석린(石隣)의 모반을 평정하는 데 공을 세워 보정정국공신(保定靖國功臣)에 책록되었으며, 정당문학(政堂文學)과 검교태부(檢校太傅)에 특제되었다. 신종 때는 좌복야(左僕射), 중서시랑평장사(中書侍郞平章事)가 되어 계림군(鷄林君)에 봉해졌다. 후에 강릉(江陵)으로 내려가 여생을 마쳤다.

## 분관
강릉 박씨(江陵 朴氏)에서 분적된 성씨 관향으로는 개성 박씨(開城 朴氏) 등이 있다.